# زالاجيرسيج
زالاجيرسيج (بالإنجليزية: Zalaegerszeg)‏ هي بلدة تتمتع بحقوق مقاطعة هنغاريا تتبع مقاطعة زالا، وZalaegerszeg District ‏ . وهي عاصمة Zalaegerszeg District ‏ . بلغ عدد سكانها 59618  نسمة في 1 يناير 2013 . تبلغ مساحتها 102.41 كيلومتر مربع . ورمزها البريدي هو 8900 .

## مدن توأم
المدن التوأم:
كلاغنفورت
زينيتسا
دوبريتش
فاراجدين
فاركاوس
كوزل
مارل
غوريتسيا
كروسنو ‏
تارغو موريش
سورغوت
ليندافا
خيرسون

## أعلام
- زولت بيلاش
- ميكلوس ليندفاي
- سابا بالوج
- أتيلا هورفاث
- جيورجي باكوس